# The Dangermen Sessions Vol. 1
The Dangermen Sessions Vol. 1 – ósmy studyjny album w dorobku brytyjskiego zespołu ska – pop-rockowego Madness. Ukazał się 16 sierpnia 2005 roku nakładem wytwórni V2 Records. Producentem płyty był Dennis Bovell. Zajął 11 pozycję na brytyjskiej liście przebojów.
W 2005 roku Madness ruszyło w trasę koncertową jako The Dangermen. W czasie koncertów wykonywali głównie utwory wykonawców, którzy inspirowali zespół we wczesnym okresie jego działalności, reprezentujących różne style muzyczne – głównie ska i reggae: (Desmond Dekker, Sir Lancelot, Max Romeo, Prince Buster, Bob Marley & The Wailers, Jimmy Cliff, Horace Andy), ale także artystów z kręgu muzyki pop (José Feliciano), rocka (The Kinks) oraz rhythm and bluesa (Barbara Lynn) i soulu (The Supremes), zaaranżowane w stylu ska. Program tych koncertów stał się podstawą materiału umieszczonego na płycie.

## Spis utworów
1. "This Is Where"
2. "Girl Why Don't You?" (cover Prince'a Bustera)
3. "Shame & Scandal" (cover Sir Lancelota pt. "Scandal in the Family")
4. "I Chase the Devil A.K.A. Ironshirt" (cover Maxa Romeo)
5. "Taller Than You Are" (cover Lorda Tanamo)
6. "You Keep Me Hanging On" (cover The Supremes)
7. "Dangerman A.K.A. High Wire" (cover Boba Leapera)
8. "Israelites" (cover Desmonda Dekkera)
9. "John Jones" (cover Desmonda Dekkera)
10. "Lola" (cover The Kinks)
11. "You'll Lose a Good Thing" (cover Barbara Lynn)
12. "Rain" (cover José Feliciano)
13. "So Much Trouble in the World" (cover Bob Marley & The Wailers)

## Muzycy
- Graham "Suggs" McPherson – śpiew
- Mike Barson (Monsieur Barso) – instrumenty klawiszowe
- Chris Foreman (Chrissie Boy) – gitara
- Mark Bedford (Bedders) – gitara basowa
- Lee Thompson (Kix) – saksofon
- Dan Woodgate (Woody) - perkusja, instrumenty perkusyjne
- Cathal Smyth (Chas Smash) – drugi wokal
- Steve Turner – saksofon
- Steve Dub – syntezator, drugi wokal
- Simon Wilcox – trąbka
- Patrick Kiernan – wiolonczela
- Boguslaw Kostecki – wiolonczela
- Julian Leaper – wiolonczela
- Perry Mason – wiolonczela
- Jackie Shave – wiolonczela
- Chris Tombling – wiolonczela
- Gavyn Wright – wiolonczela
- Warren Zielinski – wiolonczela
- Ellie Hajee – drugi wokal
- Janet Kay – drugi wokal